# Magpie River
Der Magpie River (französisch Rivière Magpie) ist ein Fluss in der kanadischen Provinz Ontario.
An seinem Lauf befinden sich drei Wasserkraftwerke – Steephill, Harris und Mission –, die von der Ontario Power Authority unterhalten werden. Sie dienten der Versorgung der Erzminen in der Region mit Strom; zu ihren Gunsten wurde unter Ignorierung vertraglicher Abmachungen, die seit 1850 bestehen, die Michipicoten First Nation um ihre Rechte an ihrem traditionellen Territorium auf Kronland gebracht und lebt heute verarmt am Oberen See. Die meisten ihrer mehr als 800 Angehörigen leben in den benachbarten Städten.

## Verlauf
Der Magpie River (magpie ist die englische Bezeichnung für Elster) entspringt im Upper Magpie Lake in 420 m Höhe, durchfließt mehrere Seen, wie etwa den Wejinabikun Lake und den North Wejinabikun Lake, sowie den Mosambik Lake (347 m). Von dort aus fließt er weiter nordwärts, um in den Esnagi Lake zu münden.
In den Esnagi Lake mündet ebenfalls der Tripoli Creek, während der Magpie bei Swanson den See wieder verlässt. Nach dem Fall über die südlich gelegenen Jean Falls mündet der Peckerwood Creek in den Magpie, dann bei Dubreuilville der Hobon Creek sowie der Herman Creek und der Soderston Creek. Dann fällt der Magpie über die Toolong Rapids, um sich südwärts zu wenden. Erneut fällt er über die Cedar Falls, dann die Steephill Falls. Schließlich erreicht er Wawa, wo ihn ein Zweig der Algoma Central Railway überquert, der zum Michipicoten Harbour führt. Schließlich fällt der Fluss über die Magpie Falls und vereinigt sich kurz vor der Mündung in die Michipicoten Bay mit dem wesentlich wasserreicheren Michipicoten River. Dort befindet sich der Michipicoten Post Provincial Park.

## Geschichte
Portagen boten schon früh Verbindungen über den Kabinakagami River, der Teil des Albany-River-Flusssystems ist, zur James Bay, der südlichen Bucht der Hudson Bay. Damit war die Region sowohl an die Hudson Bay, als auch an die Region der Großen Seen angebunden.
Bereits eine Karte von Samuel de Champlain aus dem Jahr 1632 verzeichnet neben dem Michipicoten den Magpie River. Es entstand ein französischer Handelsposten am Fluss.
Auch britische Pelzhändler kamen in die Region und die Hudson’s Bay Company errichtete einen Handelsposten, der allerdings auf Anweisung des Ontario Department of Lands and Forests in den 1960er Jahren niedergebrannt wurde. 1850 handelten britische Vertreter und die lokalen Michipicoten-Ojibwa den Robinson-Vertrag aus, der ihnen Land zuwies. Häuptling Totomenai unterzeichnete ihn am 7. September des Jahres 1850, und der Stamm zog auf die rechte Seite des Flusses um, gegenüber vom Handelsposten der Briten, der nahe dem Zusammenfluss von Michipicoten und Magpie lag. Dieses Gebiet sollte 4 Quadratmeilen groß sein und am Gros Cap am Oberen See liegen. Doch bereits 1855 wurde ihnen eine Quadratmeile entzogen, da das Gebiet für die kommerzielle Schifffahrt in Anspruch genommen wurde. 1885 erhielten sie ein Reservat von nur noch 197 Acre. Doch die Provinz erkannte das Reservat nicht an, und Landspekulanten brachten Teile davon an sich.
Zudem entstand die Helen Mine am Magpie, die größte Erzmine Kanadas. Von 1924 bis 1939 wurde allerdings in ganz Kanada kein Eisenerz abgebaut. Daneben wurden große Mengen Holz geschlagen, die den Magpie hinunter trieben, um im Oberen See gesammelt und verschifft zu werden. Darüber hinaus entstand eine Fischindustrie auf der Basis der Forellen der Region. Für die Versorgung mit Strom für die Erzminen entstanden Generatoren, etwa an den Steep Hill Falls.
1899 wurden den Michipicoten weitere 1000 Acre eingezogen, die für ein Unternehmen vorgesehen waren, das jedoch bald wieder verschwand. Die Küstenlinie, die in früheren Zeiten der Hauptgrund für die Besiedlung gewesen war, war nunmehr für die Indianer gesperrt. Sie zogen nach Halfway, das deshalb so hieß, weil es auf halbem Wege zwischen dem Hafen und Whitesands Beach lag. 1935 kaufte das Department of Indian Affairs die 55,6 Acre von Halfway, um daraus endlich ein Reservat zu machen, denn die Michipicoten hatten immer noch keines. Doch auch diesmal geschah nichts. Erst nachdem sie erneut umzuziehen bereit waren, erhielten sie direkt neben dem Bahnhof am Hafen ein jetzt nur noch 13,9 Acre großes Gelände mit acht Häusern und Stromanschluss. Diese grünen Häuser gaben dem nunmehr anerkannten Reservat den Namen ‚Green Acres‘. Doch 1971 wurde festgestellt, dass die auf lehmig-feuchtem Grund errichteten Häuser gar nicht zum Wohnen geeignet waren, und die Indianer zogen nach Whitesands, wohin die Stromversorgung Ontarios, im Gegensatz zu Indian Affairs sogar eine Straße baute. Im Reservat lebten allerdings nur 70 der etwa 700 Stammesangehörigen, nachdem sie fünfmal umgezogen waren. 2011 galten 832 Menschen als Angehörige der Michipicoten First Nation, davon leben 56 innerhalb des Reservats (Stand: September 2011), 2015 waren es über 1100, von denen 63 im Reservat lebten.
1987 beantragte Great Lakes Power beim Umweltministerium von Ontario die Erlaubnis, Strom am Fluss produzieren zu dürfen. Um die dazu nötigen Staudämme bauen zu dürfen, die zugleich Strom für Ontario Hydro liefern sollten, verlangte dieses Ministerium Verhandlungen mit der ortsansässigen Michipicoten First Nation. Der Damm sollte auf dem Vertragsland von 1850, also nicht im eigentlichen Reservat am Oberen See entstehen, und damit war die Provinz zuständig. Da jedoch auch das Reservat, wenn auch in geringem Umfang, betroffen war, war auch die Regierung Kanadas in Ottawa zuständig. 1989 wurde ein Vertrag unterzeichnet, der für das Reservatsland und für Nachteile für die Subsistenzwirtschaft Kompensationen vorsah, nicht jedoch das traditionelle Territorium schützte. Eigentlich sollte 1994 die Bestätigung der Ergebnisse durch die Provinzregierung erfolgen, doch der Vertrag wurde nie umgesetzt. Durch Verzögerung und Untätigkeit wurden die Michipicoten um ihre Rechte gebracht.

## Wasserkraftwerke
Drei Wasserkraftwerke werden von Brookfield entlang dem Magpie River betrieben.
In Abstromrichtung sind das:
| Name            | Fertig- stellung | Leistung [MW] | Anzahl Turbinen | hydraul. Potential [m] | Reservoir | Betreiber  |
| --------------- | ---------------- | ------------- | --------------- | ---------------------- | --------- | ---------- |
| Steephill Falls | 1990             | 16            | 1               | 41,1                   | n/a       | Brookfield |
| Harris          | 1990             | 12            | 1               | 29,6                   | n/a       | Brookfield |
| Mission         | 1990             | 16            | 1               | 35,8                   | n/a       | Brookfield |

## Juristische Person
Der Magpie River wurde 2021 auf Betreiben des Innu Council of Ekuanitshit und des Minganie Gemeindeverbands zur juristischen Person erklärt. Er ist der erste Fluss Kanadas mit diesem Status. Er verfügt dadurch über neun Rechte, unter anderem das zu Fließen, frei von Verschmutzung zu sein, seine Artenvielfalt zu erhalten – und zu klagen.